# Listă de filme în genul mister din anii 1990
Aceasta este o listă de filme în genul mister din anii 1990
- Dick Tracy (1990)
- Presumed Innocent (1990)
- The Two Jakes (1990)
- Backdraft (1991)
- Homicide (1991)
- Popcorn (1991)
- Shattered (1991)
- V.I. Warshawski (1991)
- The Silence of the Lambs (1991)
- Under Suspicion (1991)
- Basic Instinct (1992)
- Shadows and Fog (1992)
- White Sands (1992)
- Body of Evidence (1993)
- The Crush (1993)
- The Black Widow Murders: The Blanche Taylor Moore Story (1993)
- The Good Son (1993)
- Manhattan Murder Mystery (1993)
- Rising Sun (1993)
- Sliver (1993)
- Son of the Pink Panther (1993)
- Striking Distance (1993)
- Blink (1994)
- Color of Night (1994)
- Radioland Murders (1994)
- Devil in a Blue Dress (1995)
- Gramps (1995)
- Jade (1995)
- Money Train (1995)
- Seven (1995), sau Se7en
- Sudden Death (1995)
- The Usual Suspects (1995)
- City Hall (1996)
- Courage Under Fire (1996)
- Lone Star (1996)
- The Chamber (1996)
- Heaven's Prisoners (1996)
- Harriet The Spy (1996)
- Mulholland Falls (1996)
- Primal Fear (1996)
- Unforgettable (1996)
- Scream (1996)
- L.A. Confidential (1997)
- Kiss the Girls (1997)
- Murder at 1600 (1997)
- The Spanish Prisoner (1997)
- That Darn Cat (1997)
- Killers in the House (1998)
- Rear Window (1998)
- Shadow of Doubt (1998)
- Twilight (1998)
- Zero Effect (1998)
- The Bone Collector (1999)
- The General's Daughter (1999)
- Inspector Gadget (1999)
- The Omega Code (1999)
- Eyes Wide Shut (1999)